# エドモントンの陽気な悪魔
『エドモントンの陽気な悪魔』（エドモントンのようきなあくま、The Merry Devil of Edmonton）は、「陽気な幽霊」というあだ名の魔法使いピーター・ファーブルが主人公の、イギリス・ルネサンス演劇の喜劇。

## 創作年代とテキスト
研究者たちはこの劇の創作年代を早くて1592年としながらも、最も妥当と思われるのは1600年から1604年の間だろうとしている。『陽気な悪魔』についての最も古い記録は1604年の『Black Booke』という同時代の劇の中の言及である。この劇が書籍出版業組合の記録に登録されたのは1607年10月22日のことで、翌1608年に書籍商アーサ・ジョンソンによって最初の「四折版」（Q1）が出版された（印刷はヘンリー・バラード）。17世紀のうちにさらに5冊の四折版が出版されている（Q2 1612年、Q3 1617年、Q4 1626年、Q5 1631年、Q6 1655年）。四折版はすべて作者不詳である。

## 上演史
『エドモントンの陽気な悪魔』は1608年5月8日に宮廷で上演されている。さらに、ジェームズ1世の王女エリザベスとフリードリヒ5世との結婚祝賀中の1612年から1613年にかけてのクリスマス・シーズンに国王一座が宮廷で上演した20の戯曲の1本でもある。

## 作者
1653年9月9日、この劇の権利を獲得した出版者ハンフリー・モーズリー（Humphrey Moseley）は、ウィリアム・シェイクスピアの作品として『エドモントンの陽気な悪魔』を再登録した。モーズリーのシェイクスピア作者説は書籍販売人エドワード・アーチャーの1656年の戯曲リスト（The Old Law参照）、フランシス・カークマン（Francis Kirkman）の1661年の戯曲リストに採用されている。この劇は『フェア・エム』、『ミュセドーラス』と一緒に、チャールズ2世の蔵書の『Shakespeare. Vol. I』というラベルの巻の中に綴じられていた。
出版の歴史が示すように、『エドモントンの陽気な幽霊』は観客に人気の劇だった。ベン・ジョンソンも自作の劇『The Devil is an Ass』の序文でこの劇のことを言及している。『エドモントンの陽気な悪魔』は国王一座の芝居で、シェイクスピアもその創作に一役買ったかも知れないが、シェイクスピアのスタイルといえる特徴的な形跡はない。19世紀になって、一部の評論家から、マイケル・ドレイトン（Michael Drayton）やトマス・ヘイウッド（Thomas Heywood）を作者とする説が挙がったが、他の評論家たちの同意は得られなかった。1942年には、ウィリアム・エイモス・エイブラムズがトマス・デッカー（Thomas Dekker）説を提起したが、この説もまた賛同を得ることはできなかった。